# Герасимов, Николай Михайлович
Герасимов Николай Михайлович — советский график, акварелист. Член Союза художников СССР. Участвовал в развитии графического искусства Советского Узбекистана

## Биография
Н. М. Герасимов родился в 1897 году, в семье рабочего. С детства увлекался рисованием, и работая на заводах Ленинграда устраивал в изокружке выставки своих рисунков и акварелей.
С 1918 по 1923 год Н. М. Герасимов служит в Красной Армии, участвует в борьбе против басмачей за установление Советской власти.
Любовь к рисованию привела его в 1923 году во ВХУТЕИН, который он окончил в 1927 году по специальности графика.
С 1931 года Н. М. Герасимов живёт в Узбекистане, работает художественным редактором в Узгизе, иллюстрирует книги, пишет плакаты.
С 1927 года художник постоянно участвует на республиканских и Всесоюзных выставках.
В 1942—1945 гг. воевал в частях Советской Армии против немецко-фашистских захватчиков, и за образцовое выполнение боевых заданий художник был награждён Президиумом Верховного Совета СССР медалями «За боевые заслуги», «За отвагу», «За оборону Сталинграда».
Фронтовые впечатления составили богатый и содержательный материал, на основе которого художник после войны выполнил акварелью серию правдивых композиций: «Связной», «Фашистский язык», «На боевом посту» и другие. Художник Н. М. Герасимов увлечен пластикой форм среднеазиатской архитектуры, поэтому в акварелях «Гур Эмир», «Древнехивинские ворота», «Мечеть Калян в Бухаре» и других чувствуется не слепое копирование натуры, но и собственное «я» художника Не все работы, представленные в экспозиции, равноценны, но в лучших произведениях художник Н. М. Герасимов предстает мастером композиции, колорита, многоопытным акварелистом.

## Награды
- За Боевые Заслуги
- За Отвагу
- За Сталинград